# Контарев, Иван Ильич
Ива́н Ильи́ч Контарев (2 мая 1930, хутор Успенка, Нехаевский район, Хопёрский округ, Нижне-Волжский край, РСФСР, СССР — 8 ноября 2021, Мурманск, Мурманская область, Россия) — докер, Герой Социалистического Труда.

## Биография
Иван Контарев родился в 1930 году на хуторе Успенка (территория нынешней Волгоградской области). С восьми лет проживает в Мурманске. С 1965 по 1978 год Иван Контарев работал бригадиром комплексной бригады докеров-механизаторов Мурманского морского торгового порта. После, в 1978—1979 годы, Контарев работал в порту Ливии.
За трудовые успехи указом Президиума Верховного Совета СССР в 1966 году Контареву Ивану Ильичу было присвоено звание Героя Социалистического Труда и вручены орден Ленина и Золотая медаль «Серп и Молот». В 2009 году в честь 95-летия со дня основания Мурманского морского торгового порта Иван Ильич был награждён руководством порта почётной грамотой.

О награждении званием Героя Иван Контарев рассказал в интервью газете «Вечерний Мурманск» (Выпуск № 135 от 27 июля 2007 года): 
В Мурманск я приехал в 1938 году, сразу же устроился докером-механизатором в торговый порт… Не понимаю, почему выбор пал на меня и мне присудили это звание, ведь были люди, которые работали больше и лучше, чем я.
Скончался 8 ноября 2021 года в Мурманске. Похоронен на мурманском городском кладбище.